# 하나조노촌 (이시카와현)
하나조노촌(花園村)은 이시카와현 가호쿠군에 설치되었던 촌이다.